# ناتسكو كواتاني
ناتسكو كُواتاني (桑谷夏子 كُواتاني ناتسكو) هي مؤدية أصوات يابانية ولدت في 8 أغسطس 1978 في طوكيو.

## أدوارها في الأنمي

### مسلسلات أنمي تلفزيونية
- المعلم الساحر نيغيما! - يوي أياسي
- نيغيما!؟ - يوي أياسي
- جت باكرز - هيميكو كودو
- سولتي راي - كاشا مافريك
- لاست إكسايل - أليستيا أغرو
- كآبة هاروهي سوزوميا - ريوكو أساكورا
- روزن ميدن - سويسيسيكي
- روزن ميدن ترويمند - سويسيسيكي
- روزن ميدن (2013) - سويسيسيكي
- سيتو نو هانايومي - ماكي
- ديفل ماي كراي - أنجيلينا
- سنغوكو باسارا - كاسوغا
- سنغوكو باسارا تو - كاسوغا
- يوزاكورا كوارتيت - ياي شيناتسوهيكو
- نادي مضيفي ثانوية أوران - كاناكو كاسوغازاكي
- كيدي غريد - تويدلدي
- كرونو كروسيد - فلورا هارفنهايت
- سكرابد برنسس - فارفل
- فريزينغ - ميابي كانازوكي
- هذا هو سيدي - أليسيا
- يوميات المستقبل - أي ميكامي
- بيرسونا 4 ذي أنيميشن - سايوكو أويهارا

### أنمي الإنترنت
- كآبة سوزوميا هاروهي-تشان - ريوكو أساكورا، أتشاكورا
- نيورون تشورويا-سان - أشاكورا

### أوفا أنمي
- المعلم الساحر نيغيما! الربيع - يوي أياسي
- المعلم الساحر نيغيما! الصيف - يوي أياسي
- المعلم الساحر نيغيما! 〜الجناح الأبيض ALA ALBA〜 - يوي أياسي
- المعلم الساحر نيغيما! 〜عالم آخر〜 - يوي أياسي
- المعلم الساحر نيغيما! 〜عالم آخر〜 EXTRA الفتاة الساحرة يوي - يوي فالاندول أياسي
- روزن ميدن أوفرتوريه - سويسيسيكي
- لاف هينا Again - كاناكو أوراشيما

### أفلام أنمي
- اختفاء هاروهي سوزوميا - ريوكو أساكورا
- سنغوكو باسارا -The Last Party- - كاسوغا

## أدوارها في العاب الفيديو
- سنغوكو باسارا: ساموراي هيروز - كاسوغا

## أدوارها في الدبلجة اليابانية
- مراهقو التايتنز - تيرا

## وصلات خارجية
- ناتسكو كواتاني على موقع IMDb (الإنجليزية)
- ناتسكو كواتاني على موقع ميوزك برينز (الإنجليزية)
- ناتسكو كواتاني على موقع قاعدة بيانات الفيلم (الإنجليزية)
- ناتسكو كواتاني على موقع ANN person (الإنجليزية)